# Posiadłość Herberta N. Strausa
Posiadłość Herberta N. Strausa (ang. Herbert N. Straus House) – jedna z najdroższych i najbogatszych rezydencji w Nowym Jorku.  Położona jest przy 9 East 71st Street na Manhattanie, niedaleko Central Parku. Same podatki za rezydencję to $31 016 miesięcznie (ok. 116 390,95 złotych), co spowodowane jest też wartością nieruchomości – cena sprzedaży jest określona na ok. 330 229 680 złotych ($88 mln). Budynek ma 40 pokojów i 1 łazienkę.

## Historia
Rezydencja Herberta N. Strausa była ostatnią i największą z zaledwie kilku rezydencji goliatów zbudowanych w latach 30. XX wieku i stała się zwieńczeniem najbogatszej i najbardziej widocznej części Nowego Jorku. The Mansion (rezydencja) jest położona w dzielnicy przesiąkniętej najbogatszą historią Nowego Jorku. Kilka słynnych, wystawnych budynków otaczających tę rezydencję obejmuje stary dom Corneliusa Vanderbilta, Twombly House i po drugiej stronie ulicy przy Fifth Avenue, dawna rezydencja Frick, obecna siedziba Frick Art Collection. Jego gigantyczny rozmiar i bogactwo prześciga tylko wyjątkowe położenie w najbardziej pożądanym bloku Upper East Side, otoczonym przez Central Park przy Fifth Avenue i kościół św. Jakuba przy Madison Avenue. Nieruchomość ma wyjątkową lokalizację, ponieważ wieczna i dyskretna perspektywa z widokiem na Muzeum Fricka do Central Parku nigdy nie zostanie zablokowana przez nową konstrukcję, co jest rzadkością w stale rosnącym krajobrazie Nowego Jorku.
Po zakupie nieruchomości w 1928 r. przez Herberta N. Strausa, spadkobiercę Isidora i Idy Strausów, współwłaścicieli renomowanych sprzedawców detalicznych RH Macy & Co., w 1930 r. zlecono budowę rezydencji. Pan Straus wybrał „Architekt(a) społeczeństwa”, Horace Trumbauer, znanego ze swojej szczególnej biegłości w projektowaniu pałaców dla bogatych. Reputacja pana Trumbauera polegająca na tworzeniu wystawnych rezydencji dla bogatych pozwoliła znakomitemu architektowi zbudować największe i najbardziej luksusowe rezydencje tamtych czasów. Rezydencja Herberta N. Strausa pozostaje jednym z najbardziej znanych dzieł Trumbauera i przyczyniła się do jego uznania jako jednego z najbardziej znanych amerykańskich architektów epoki pozłacanej.
Zbudowany jako największa i najbardziej luksusowa francuska rezydencja neoklasyczna w Nowym Jorku na działce o szerokości 50 stóp i głębokości 102,2 stopy, 7 kondygnacjach i ponad 28 000 stóp kwadratowych, niektóre z luksusów nieruchomości obejmują 15-metrowe dębowe drzwi wejściowe, importowany wapień francuski, starannie ozdobiony rzeźbami, figurami rzeźbiarskimi i ozdobnymi hutami żelaza. Pan Straus przewoził nawet antyki i wyposażenie wraz z „całymi XVIII-wiecznymi pokojami” z Europy. Rezydencja została ostatecznie zakupiona w 1944 roku przez arcybiskupstwo rzymskokatolickie Nowego Jorku i na prawie dwadzieścia lat stała się przedłużeniem szpitala St. Claire z 50 łóżkami. W 1962 roku posiadłość została sprzedana Birch Wathen School, dziennej szkole przygotowawczej, prowadzącej od przedszkola do klasy 12. W 1989 roku, z pomocą architekta Thierry’ego Desponta i projektanta wnętrz Johna Stefanidisa, nieruchomość została przekształcona w ostateczną prywatną rezydencję. Ostatnio dodatkowe usługi w zakresie aranżacji wnętrz zapewnił Alberto Pinto.